# 河西郡 (东魏)
河西郡，中国古代的郡。
東魏天平四年（537年），為安撫河西地區之夏陽縣流民，特地在平陽郡僑置河西郡。治領1縣，即夏陽縣（在今山西省临汾市一帶）。户二百五十六，口一千一百四十四，屬晉州。《隋書·地理志》未載河西郡的結局，近人王仲犖認為廢於北齊時，「蓋先己廢併，故《隋志》略之也」。

## 太守

### 東魏河西太守
- 裴伯珍，東魏天平年間任河西太守[2]。

### 北齊河西太守
- 未見相關記載

### 其他河西太守
- 許堪，博陵郡人，在北魏高宗時期[3]。
- 黨道子，馮翊郡羌族首領，在北魏太宗時期[4]。